# Asparn an der Zaya
Asparn an der Zaya is een gemeente in de Oostenrijkse deelstaat Neder-Oostenrijk, gelegen in het district Mistelbach (MI). De gemeente heeft ongeveer 1800 inwoners.

## Geografie
Asparn an der Zaya heeft een oppervlakte van 40,48 km². Het ligt in het noordoosten van het land, ten noorden van de hoofdstad Wenen en ten zuiden van de grens met Tsjechië.

## Bloedbad van Schletz
De locatie van de lineaire keramische nederzetting van Schletz, nabij Asparn an der Zaya, ongeveer 50 kilometer ten noorden van Wenen, werd tussen 1983 en 2005 archeologisch onderzocht. De nederzetting was omgeven door een ovale greppel, die op sommige plaatsen dubbel was. De ovale gracht was tot vier meter breed, twee meter diep en had een lengte van 330 meter.
Het binnenste van de nederzetting, waar de funderingen van twaalf langhuizen werden gevonden, was toegankelijk via verschillende aarden bruggen.
De opgravingen, die ongeveer 20% van de site besloegen, brachten de skeletten aan het licht van ongeveer 200 individuen die waren omgekomen als gevolg van ernstige schedelverwondingen en, in één geval, pijlschoten. 
De sleuven bleven open, waardoor de positie van sommige lichamen werd veranderd door schade veroorzaakt door dieren. 
De meeste lichamen lagen in buikligging, veel skeletten hadden geen armen of benen en er werden ook afgehakte schedels apart gevonden. Het viel op dat er bijna geen jonge vrouwen onder de doden waren. 
Daarna werd het gebied van de nederzetting niet meer bewoond.
Het bloedbad in Schletz vond plaats op hetzelfde moment als het bloedbad in Kilianstädten (Hessen) en het bloedbad in Talheim (Baden-Württemberg).

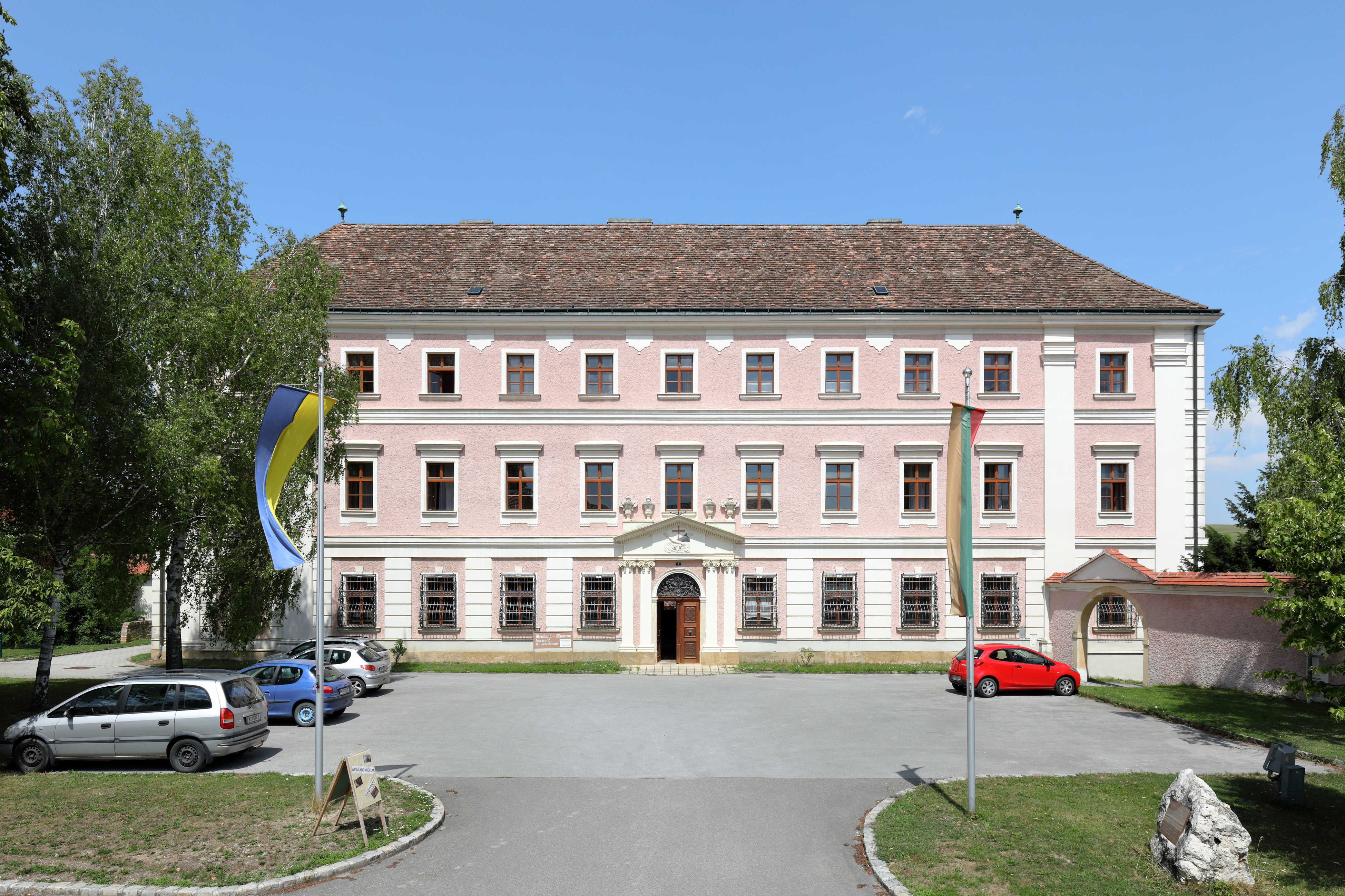
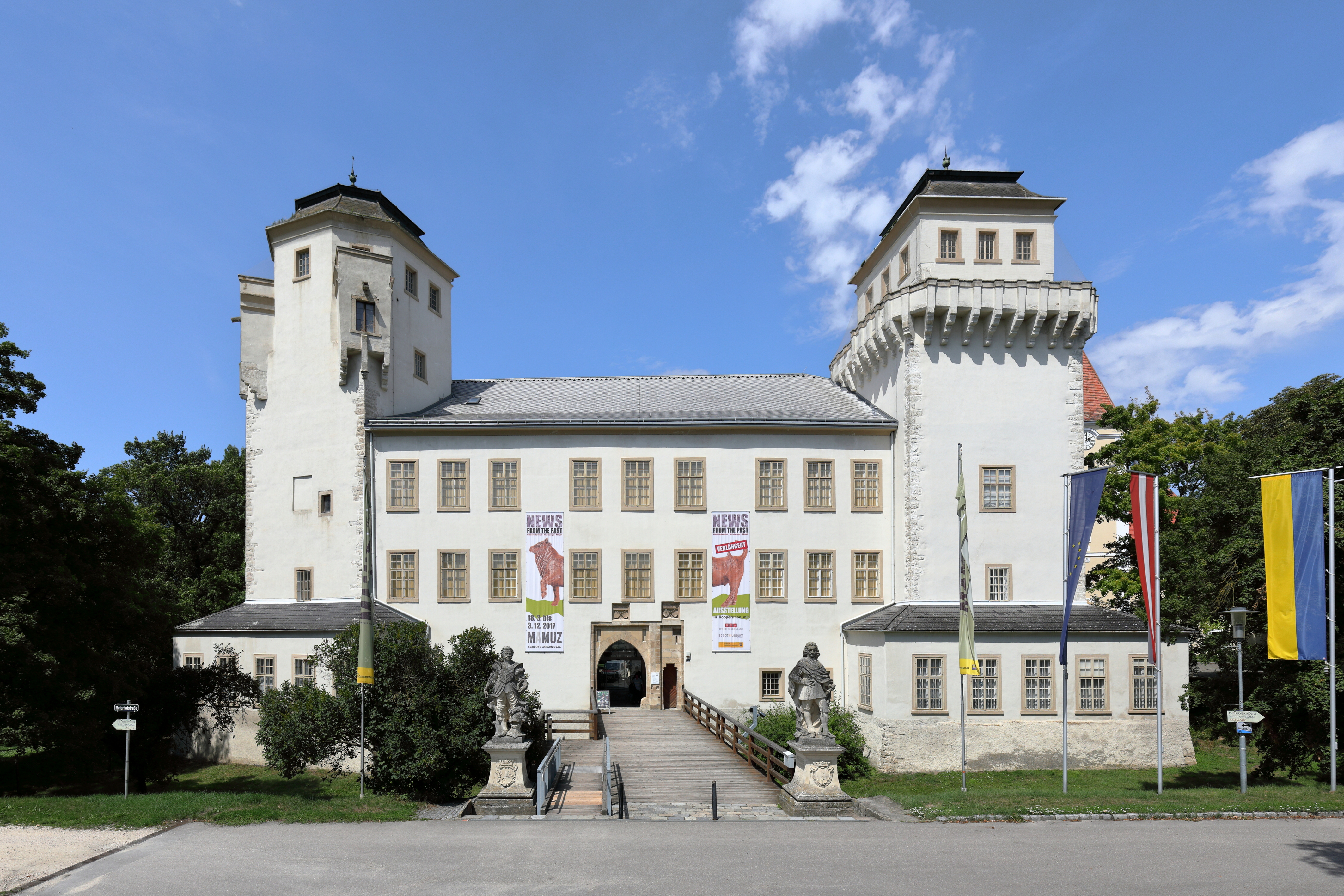

Altlichtenwarth · Asparn an der Zaya · Bernhardsthal · Bockfließ · Drasenhofen · Falkenstein · Fallbach · Gaubitsch · Gaweinstal · Gnadendorf · Großebersdorf · Großengersdorf · Großharras · Großkrut · Hausbrunn · Herrnbaumgarten · Hochleithen · Kreuttal · Kreuzstetten · Laa an der Thaya · Ladendorf · Mistelbach an der Zaya · Neudorf im Weinviertel · Niederleis · Ottenthal · Pillichsdorf · Poysdorf · Rabensburg · Schrattenberg · Staatz · Stronsdorf · Ulrichskirchen-Schleinbach · Unterstinkenbrunn · Wildendürnbach · Wilfersdorf · Wolkersdorf im Weinviertel
- Bibliothèque nationale de France: cb13778479j (data)
- Gemeinsame Normdatei: 4003232-2
- Library of Congress Control Number: nr88012318
- Nationale Bibliotheek van Tsjechië: xx0154321
- Nationale Bibliotheek van Israël: 987007538022505171
- Système universitaire de documentation: 171196775
- Virtual International Authority File: 139051437
- WorldCat: E39PBJxWQW4yB6qjDGfkQrwDMP